# تمیزسازی حرارتی
تمیزسازی حرارتی یک فرایند ترکیبی از پیرولیز و اکسیداسیون است. این عملیات به عنوان یک کاربرد صنعتی برای حذف مواد آلی مانند پلیمرها، پلاستیک ها، و پوشش‌ ها از قطعات، محصولات یا اجزای تولید مانند پیچ های اکسترودر، تارسازهای پلیمری و همزن های استاتیک استفاده می شود. تمیزسازی حرارتی معمول ترین روش تمیزسازی در محیط صنعتی است. تاکنون تنوع زیادی از عملیات های متفاوت برای طیف وسیعی از کاربردها طراحی شده و توسعه یافته است.

## فرایند
برای پیرولیز گرما و برای اکسیداسیون هوا تامین می شود. بسته به نوع عملیات تمیزسازی حرارتی، پیرولیز و اکسیداسیون پشت سر هم یا همزمان اعمال می شوند. حین فرایند تمیزسازی حرارتی، مواد آلی به ترکیبات آلی فرار، هیدروکربن ها و گازهای کربنی تبدیل به می شوند. مواد و اجزای معدنی باقی می مانند. دمای معمول فرایند بین ۴۰۰ تا ۵۴۰ درجه سلسیوس (۷۵۰ تا ۱۰۰۰ درجه فارنهایت) متغیر است.
گونه‌های مختلفی از فرایند تمیزسازی حرارتی صنعتی به کار گرفته می شود:

#### سیستم های بستر سیال

سیستم های بستر سیال شرکت آرناکومت

سیستم های بستر سیال از ماسه یا اکسید آلومینیوم (آلومینا) به عنوان رسانای حرارتی استفاده می‌کنند. این سیستم ها پیرولیز و اکسیداسیون را در آن واحد و همزمان، طی یک فرایند انجام می دهند. با تزریق هوا و گاز، ماسه رو به حالت سیالیت می رود. با رسیدن به دمالی بالا، این ماسه مانند یک واکنش دهنده پر قدرت فعالیت می‌کند و طی یک واکنش سریع شیمی فیزیکی، هر گونه ماده آلی را اکسید و تبخیر می‌کند. با رسیدن ماسه به دمای پایین تر، قطعه هایی که باید تمیز شوند در سیال بستر رآکتور فرو می روند. در فاز اول که ده تا بیست دقیقه به طول می انجامد، مواد آلی سبک به دلیل تماس مستقیم با ماسه، سریع تبخیر می شوند و در دمای نسبتاً پایین تر به گازهای بی اثر و بی خطر اکسید می شوند. در فاز دوم، تمیزسازی مکانیکی به وسیله ماسه ادامه می یابد. در انتهای فرایند و بعد از تکمیل دو فاز، قسمت آلی جدا شده و گاز خنثی با دوده ها به بیرون دمیده می شود. انجام فرایند تمیزسازی با این سیستم ها بسیار سریع انجام شده و به زمانی در حدود ۳۰ دقیقه تا نهایتاً دو ساعت نیاز دارد. رسانای حرارتی ذوب یا تبخیر نمی‌شود و هیچ بخار یا بویی را ساطع نمی‌کند. شوک حرارتی یکی از مشکلاتی است که احتمال می رود حین این فرایند برای برخی قطعات رخ دهد. در برخی محیط ها، دستگاه های کنترل آلودگی برای محافظت از محیط نیاز می شود.

#### کوره های خلا

سیستم کوره پیرولیز خلا برای تمیزسازی حرارتی

در این نوع کوره ها، فرایند پیرولیز در خلا انجام می شود. به دلیل پیشگیری از انجام احتراق کنترل نشده در محفظه تمیز سازی، این فرایند بسیار امن است. فرایند تمیز سازی در این شیوه ی نسبتاً جدید، بین هشت تا سی ساعت زمان می برد. پیرولیز خلا تنها فرایندی است که دو عملیات پیرولیز و اکسیداسیون را به صورت مجزا انجام می دهد. در نمونه های دو محفظه ای، برای کاهش تولید دوده حین فرایند، پلاستیک مذاب را در محفظه‌ای سرد گیر می اندازند. در این صورت جرم پلیمری گیر می افتد. کوره های خلا به صورت الکتریکی و برقی نیز کار می کنند.
مراحل انجام این فرایند به طور کلی به شرح زیر است:
۱. فاز ذوب
در این فاز قطعاتی که باید تمیز شوند تحت دمای حدود ۳۲۰ درجه سلسیوس در محفظه قرار می گیرند. بعد از این فاز، بیشتر پلیمر موجود ذوب شده و زیر محفظه جمع آوری می شوند.
۲. فاز پیرولیز
پلیمری که در فاز قبلی ذوب نشده تحت شرایط خلا پیرولیز و تبخیر می شود. گاز های تولیدی با عبور از مبدل کاتالیست در خروجی کوره، به کربن دی اکسید و بخار آب تبدیل می شوند.
۳. فاز اکسیداسیون
پلیمری که کماکان بعد از انجام فاز پیرولیز باقی مانده است، تحت شرایط خلا و با هوای محدود می سوزد. گازهای تولیدی مجدداً از کاتالیست عبور داده شده و به بخار آب و کربن دی اکسید تبدیل می شود.

#### کوره های تمیز سازی به وسیله سوختن
این کوره ها با سوزاندن گاز کار کرده و برای حذف مواد آلی از قطعات فلزی سنگین و بزرگ استفاده می شوند. زمان انجام این فرایند چیزی بین زیاد و کم بوده، و حدود چهار ساعت زمان می برد. طراحی این کوره ها و فرایندها ساده و ارزان است. گونه های متفاوتی از این کوره ها وجود دارد. یک پسسوز اضافی در نمونه های مدرن این کوره ها وجود دارد که در دمای حداقلی 1500 درجه فارنهایت (816 درجه سلسیوس) کار می کنند و هر دودی که حین فرایند تولید می شود را مصرف می کند. این دوده ها توسط حرارت در اثر تجزیه مواد آلی به بخار و گازهای پیرولیزی تولید می شوند. با جداسازی محفظه احتراق از محفظه تمیزسازی، حرارت تولیدی در محفظه احتراق وارد محفظه تمیزسازی می شود و شعله ارتباط مستقیمی با قطعات ندارد.
اجزای این نوع کوره ها:
1. محفظه تمیزسازی اصلی
2. ورودی حرارت اصلی واقع در محفظه احتراق
3. پسسوز واقع در محفظه احتراق
4. سیستم آبگرد خنک ساز واقع در محفظه اصلی تمیز سازی
5. کنترل پنل شامل تجهیزات کنترل فرایند و سنسورهای حرارتی

#### حمام های نمک مذاب
این روش جزو دسته های قدیمی فرایندهای تمیزسازی است. تمیزسازی به وسیله ی نمک مذاب سریع است و بین 15 تا 30 دقیقه زمان می برد. به دلیل انجام واکنش های شیمیایی حین این فرایند، خطر پاشش های مخاطره آمیز حین این فرایند وجود دارد. احتمال سایر خطرات دیگر مانند انفجار یا ساطع شدن گاز هیدروژن سیانید حین این فرایند بالاست. یکی دیگر از جنبه های منفی این فرایند، تغییر و انحراف دقت های طراحی است. حمام های نمک مذاب می توانند برای طبعیت و محیط مضر باشند. به دلیل جنبه های منفی فوق، امروزه این روش به ندرت به کار گرفته می شود.

## کاربردها و موارد استفاده
صنعت پلاستیک: تمیزسازی پسماند باقی مانده بر اجزای تولیدی صنعت پلاستیک مانند همزن های اکستروژن، اسپینرت ها، هاترانر ها، همزن های استاتیکی.
صنعت تولید از بازیافت: این صنعت از فرایندهای تمیزسازی حرارتی برای تمیزسازی روغن ها و روانکارهای باقی مانده بر سطح بلوک های موتور و اجزای مشابه استفاده می کند.
صنعت تعمیر موتور: در این صنعت در بسیاری از موارد کاربردهایی برای تمیزسازی اجزای موتور از روغن، روانکارها و رزین ها وجود دارد.
آزمایشگاه های صنعتی: برای تمیزسازی سرامیک ها و ادوات شیشه ای استفاده می شود.
کاربردهای عمومی در صنعت: تمیزسازی حرارتی برای زدودن رنگ، ورنی ها، و پوشش ها از قطعات صنعتی استفاده می کنند.

## جستارهای بیرونی
Fluidised Bed Cleaning Furnaces
Cleaning heat exchangers
REMOVAL OF PLASTICS, PAINTS AND OTHER COATINGS
Spinneret Cleaning
ﻧﻤک ﺣﻤﺎم ﺑﺮرﺳی ﺗﻤیﺰکﺎری ﻗﻄﻌﺎت و اﺗﺼﺎﻻت آﻏﺸﺘﻪ ﺑﻪ ﻣﻮاد - ResearchGate